# Kamjanske
Kamjanske (ukrainsk: Кам'янське, tr. Kamjanske, ukrainsk udtale: [kɐmjɐnʲˈsʲkɛ]  ( hør); russisk: Каменское, tr. Kamenskoje; tidligere Dniprodzerzjinsk, opkaldt efter Felix Dzerzjinskij) er en by ved floden Dnepr i Dnipropetrovsk oblast i det centrale Ukraine. Byen har 226.845 (2022) indbyggere og et areal på 138 km².
Kamjanske blev grundlagt som Kamenskoje, og de første skriftlige kilder, som nævner en bebyggelse her, er fra 1750. I 1935 fik den navnet Dniprodzerzjinsk efter floden Dnepr (ukrainsk: Dnipro) og KGB-grundlæggeren Felix Dzerzjinskij. Byen er kendt som Leonid Bresjnevs fødested.
Kamjanske er en industriby og har flere større stålværker. Byen har også et stort vandkraftværk i Kamjanske-dæmningen, i drift fra 1964. Opdæmningen har skabt Kamjanskereservoiret på 2,45 km³.